# Église Saint-Étienne de Lauzun
L'église Saint-Étienne est une église catholique située près du château à Lauzun, dans le département de Lot-et-Garonne, en France

## Historique
L'église a d'abord été dédiée à Notre-Dame-de-l'Assomption. Il ne reste de l'église romane que le portail roman tardif avec sept voussures en arc brisé de la fin du XIIIe siècle et deux colonnes avec des chapiteaux placées sous la tribune.
Le portail a été modifié au XVIe siècle, orné d'une statue de la Vierge couronnée.
L'église a été remaniée sous le Second empire, entre 1866 et 1871, avec surélévation de la voûte.
L'édifice est inscrit au titre des monuments historiques le 3 septembre 2012.

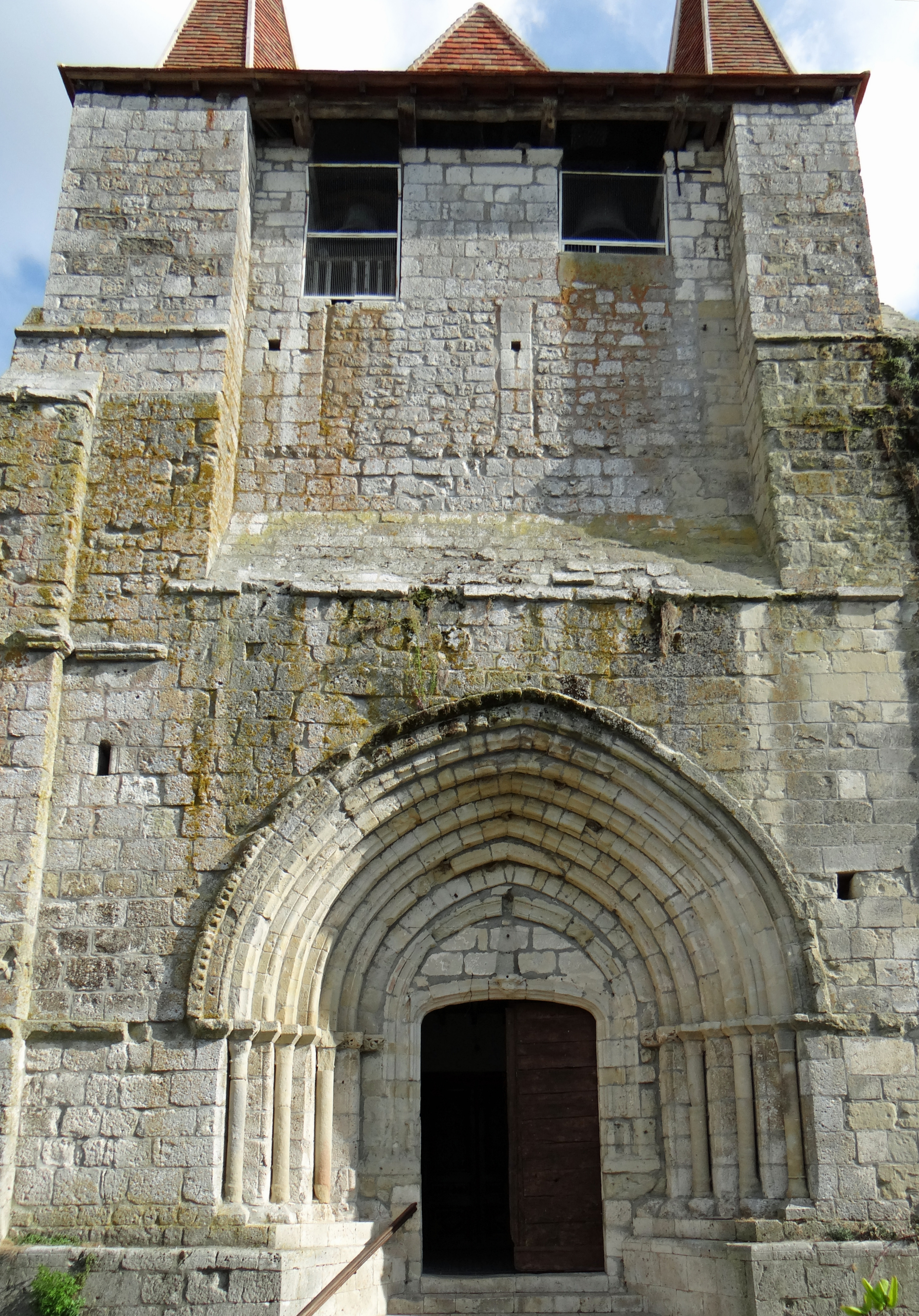
Portail
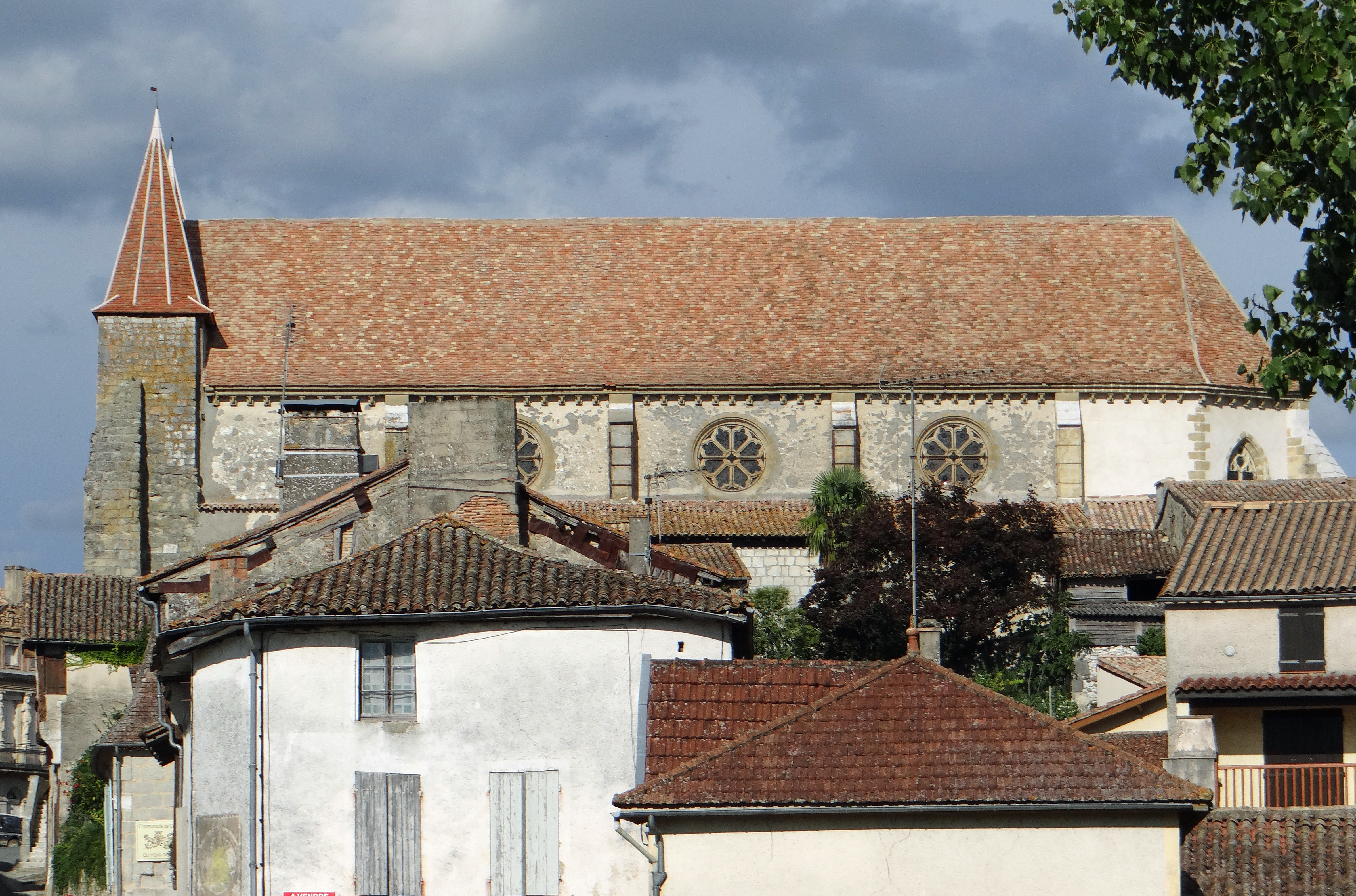
Côté sud
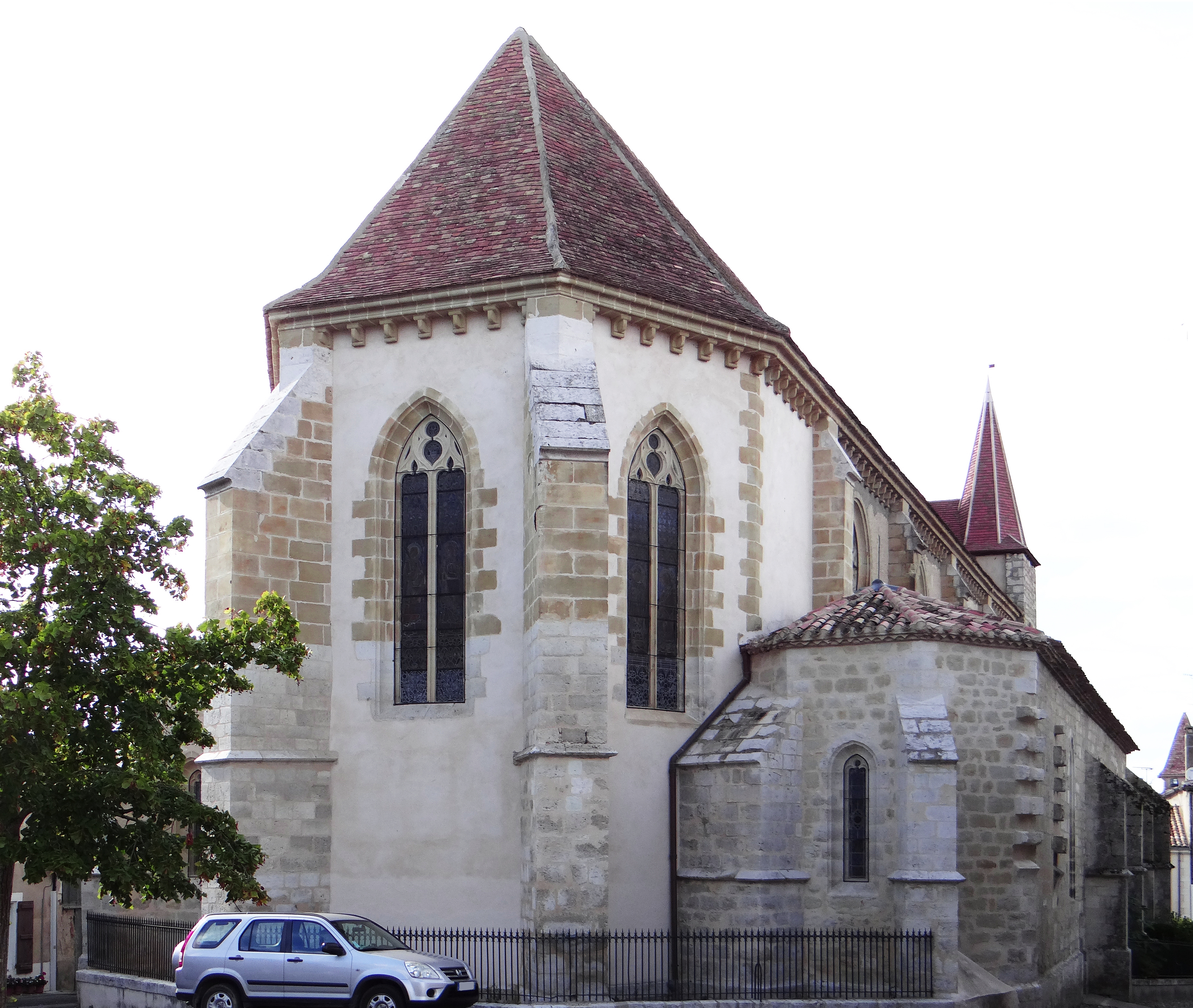
Chevet
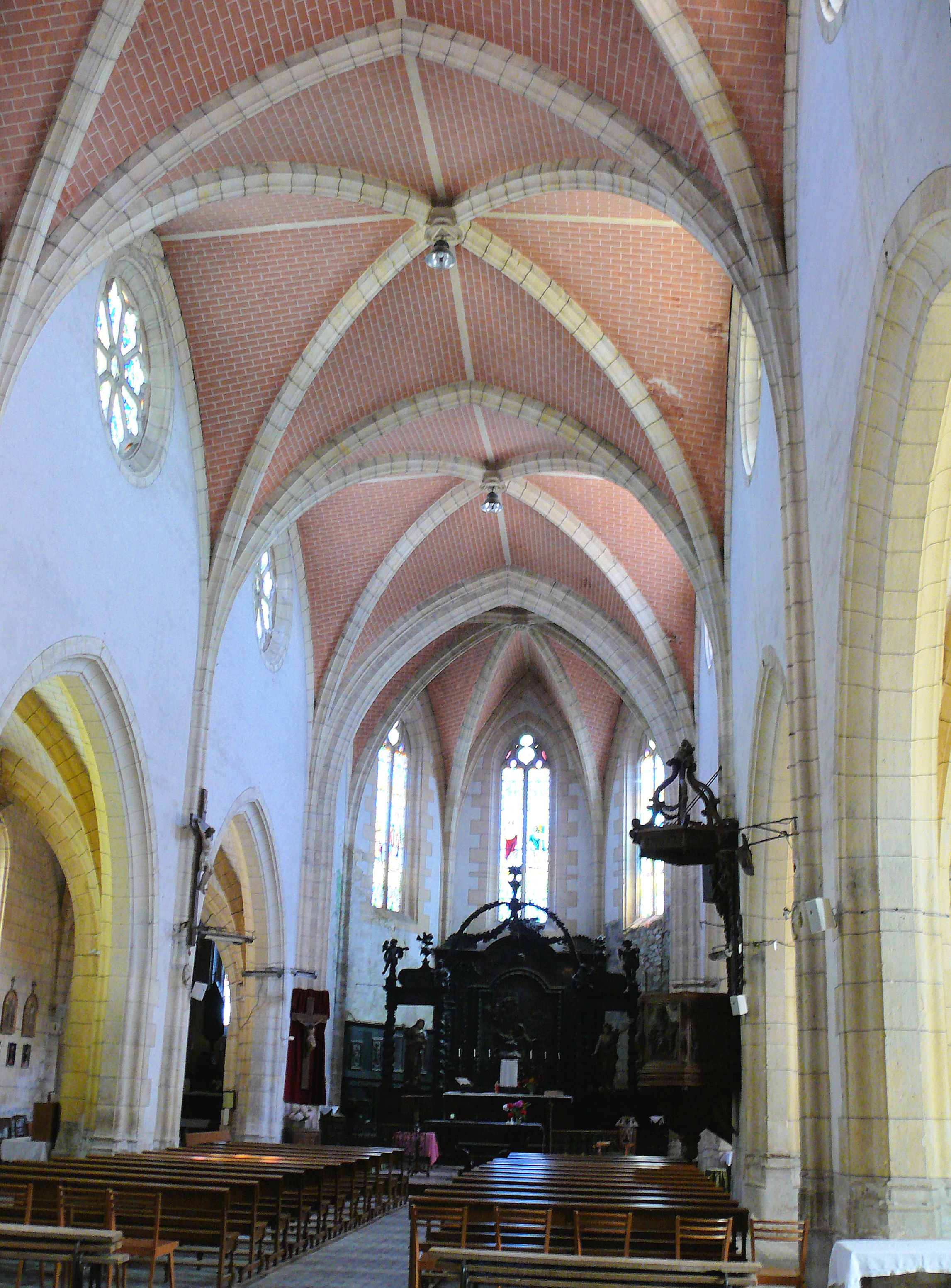
Vaisseau central.

## Mobilier
Le maître-autel et le retable proviennent de l'ancienne chapelle du couvent des Recollets fondé en 1623 par Gabriel-Nombar de Caumont et supprimé à la Révolution. Le devant d'autel représente l'adoration des mages. À côté des colonnes torses de chaque côté on voit l'ange Gabriel qui salue la Vierge.
Les panneaux de la chaire sont aussi de 1623. Les panneaux de l'escalier de la chaire sont plus récents.
À partir d'un texte du XVIIIe siècle qui indique que le maître-autel et la chaire sont l'ouvrage d'un sculpteur de Gourdon fameux en son temps, le chanoine Marboutin, les a attribués aux ateliers Tournié,.
Sur l'autel de la Vierge on peut voir une Vierge noire datant du XIIIe siècle "Nostro Damo de la Molo" (Notre-Dame de la Meule) qu'un seigneur de Lauzun aurait trouvé dans une meule de foin et qui fut l'objet de pèlerinages sur la route de Compostelle. À gauche de l'autel, une Vierge à l'Enfant datant du XIIIe siècle et qui ornait le portail de l'église. Reliquaire de vraie Croix, en cristal et argent, du XVIIe siècle, aux armes de Caumont.

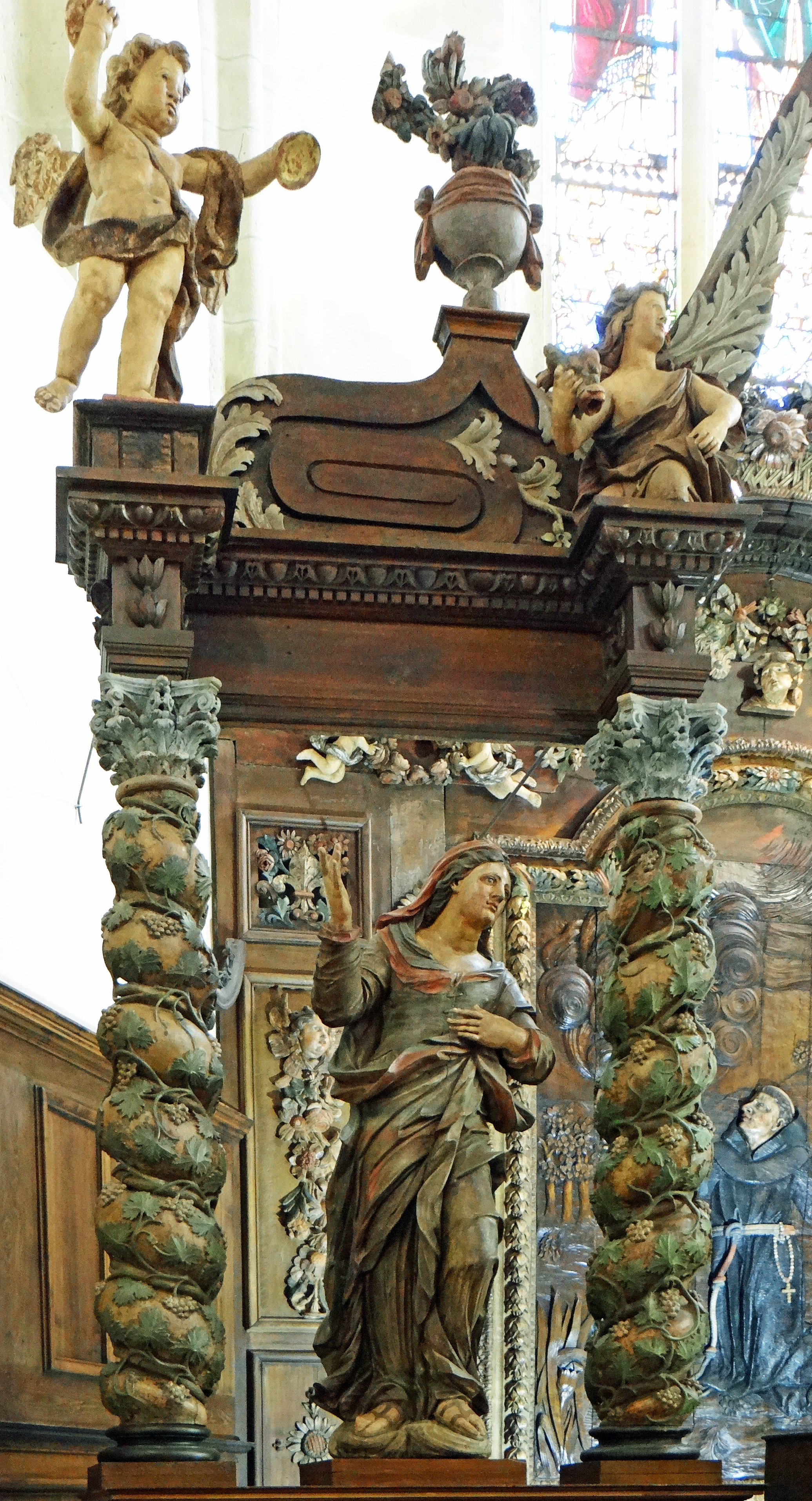
La Vierge de l'Annonciation
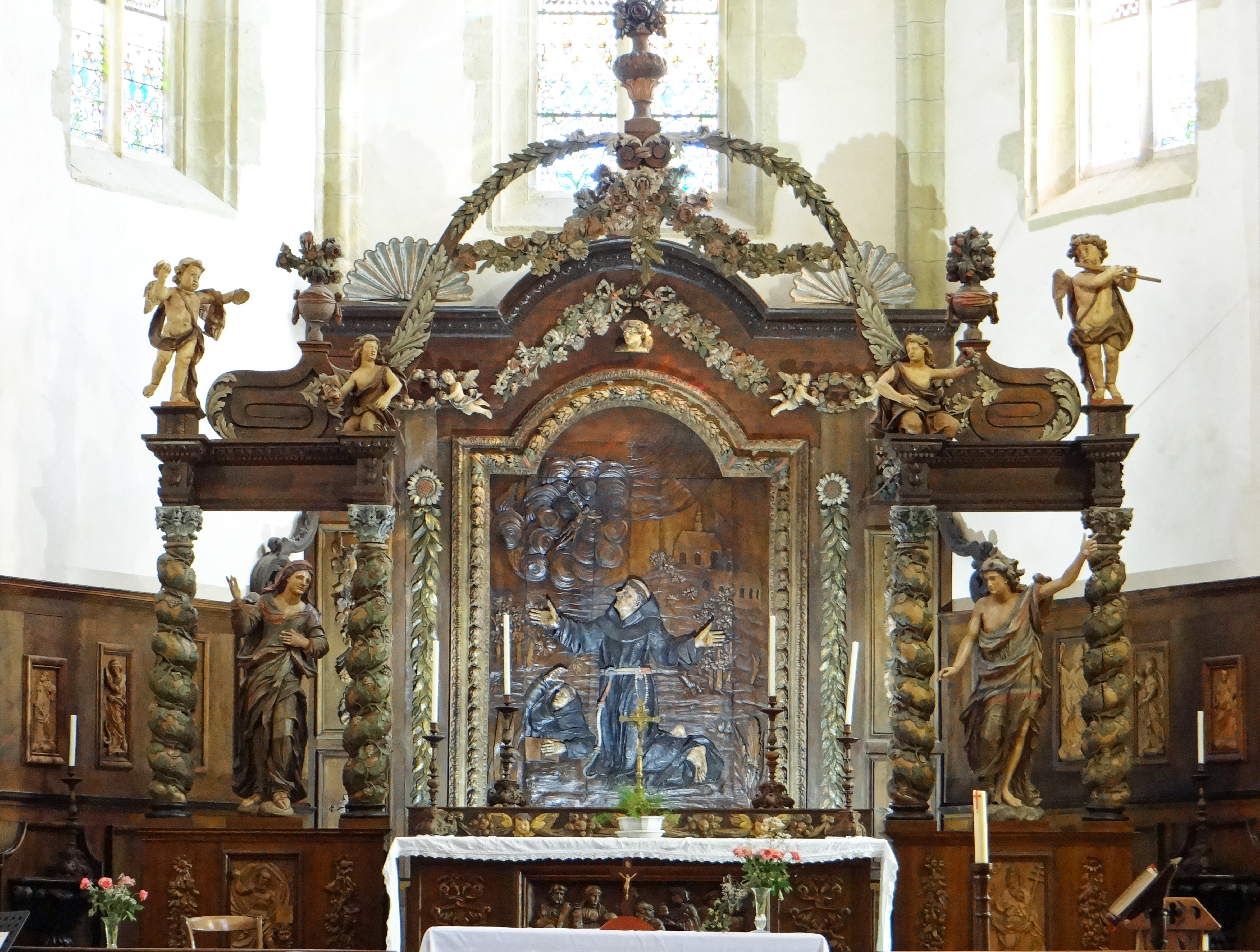
Retable du maître-autel des ateliers Tournié.
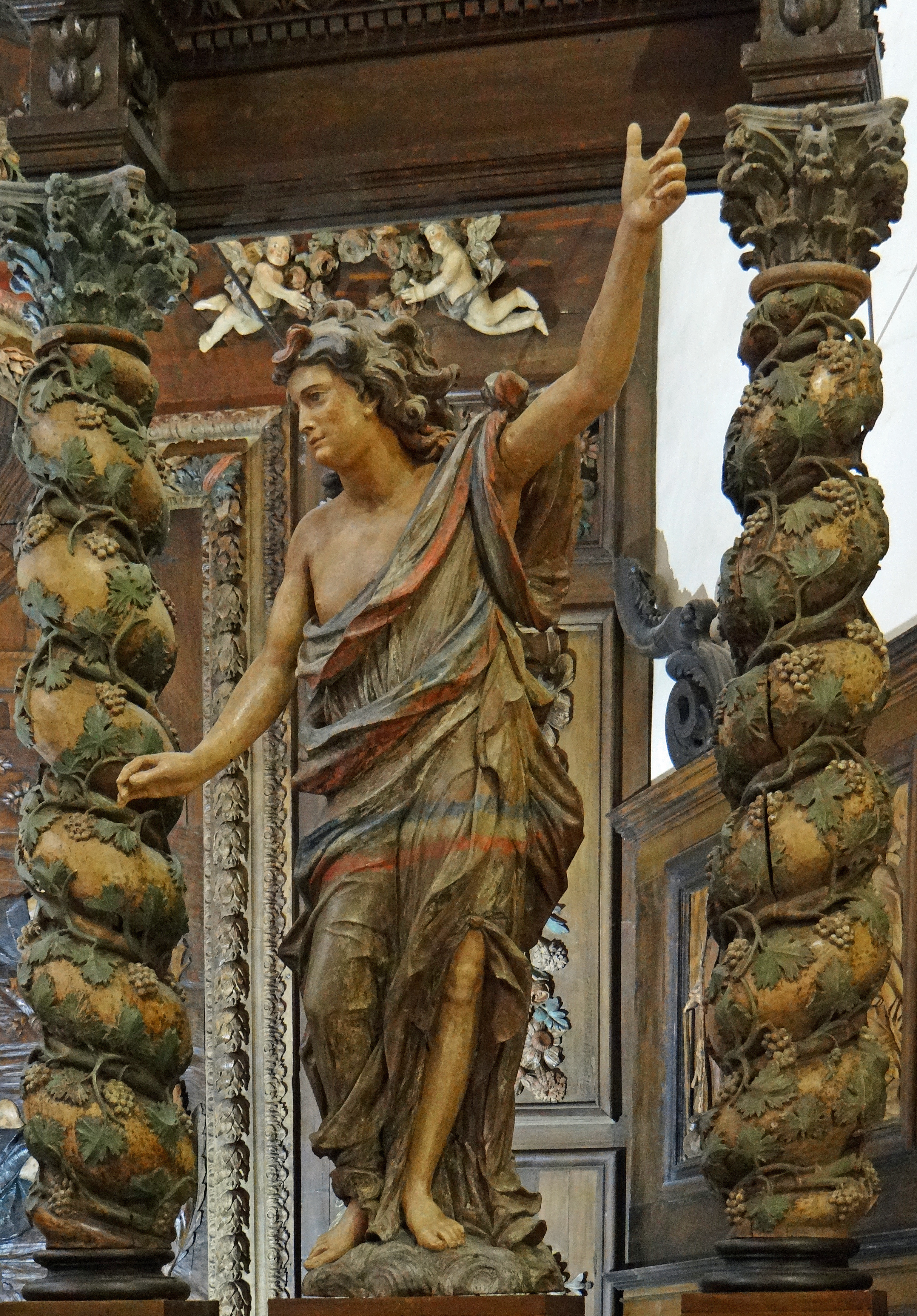
L'archange Gabriel
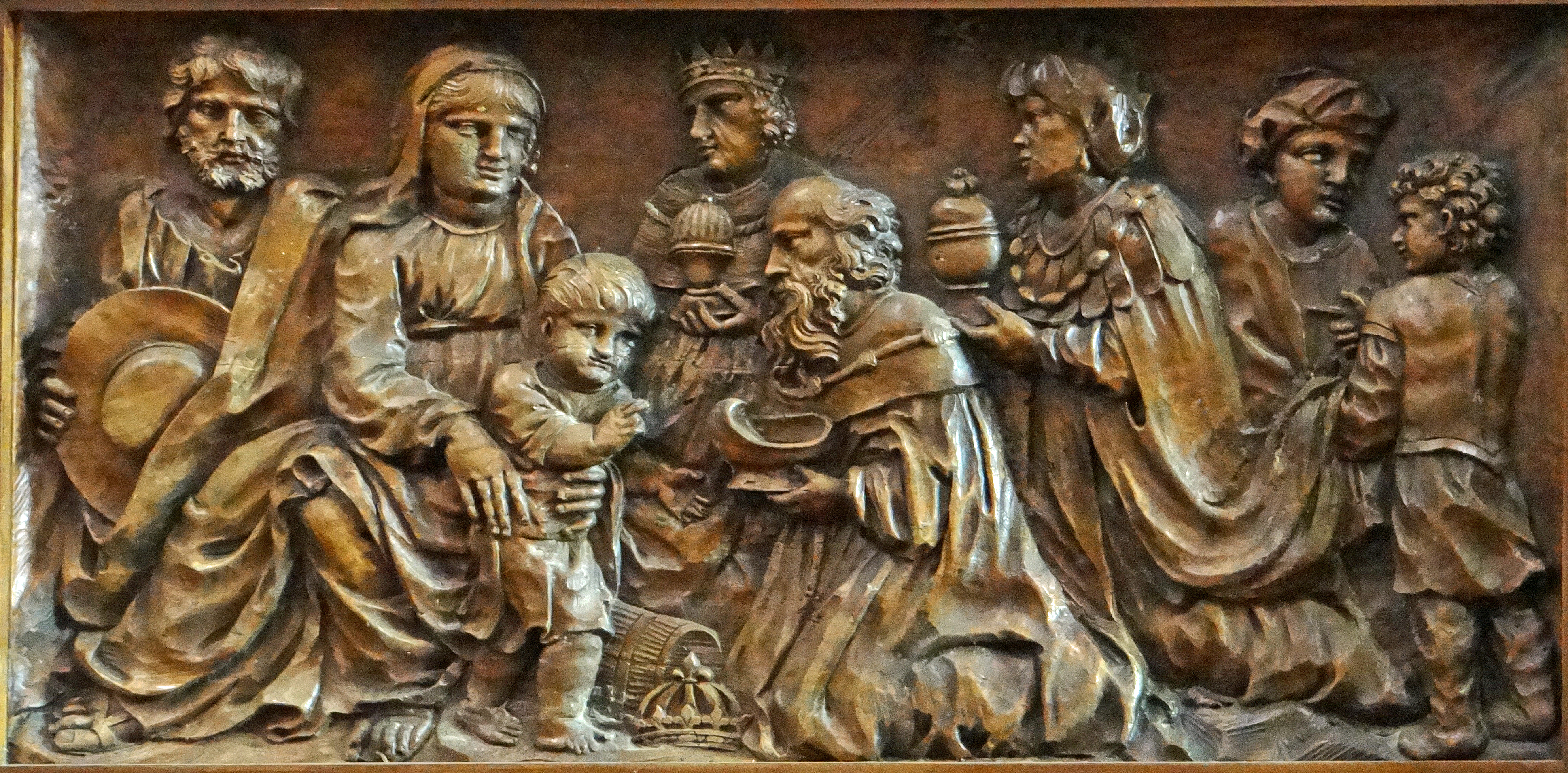
Maître-autel Adoration des rois mages
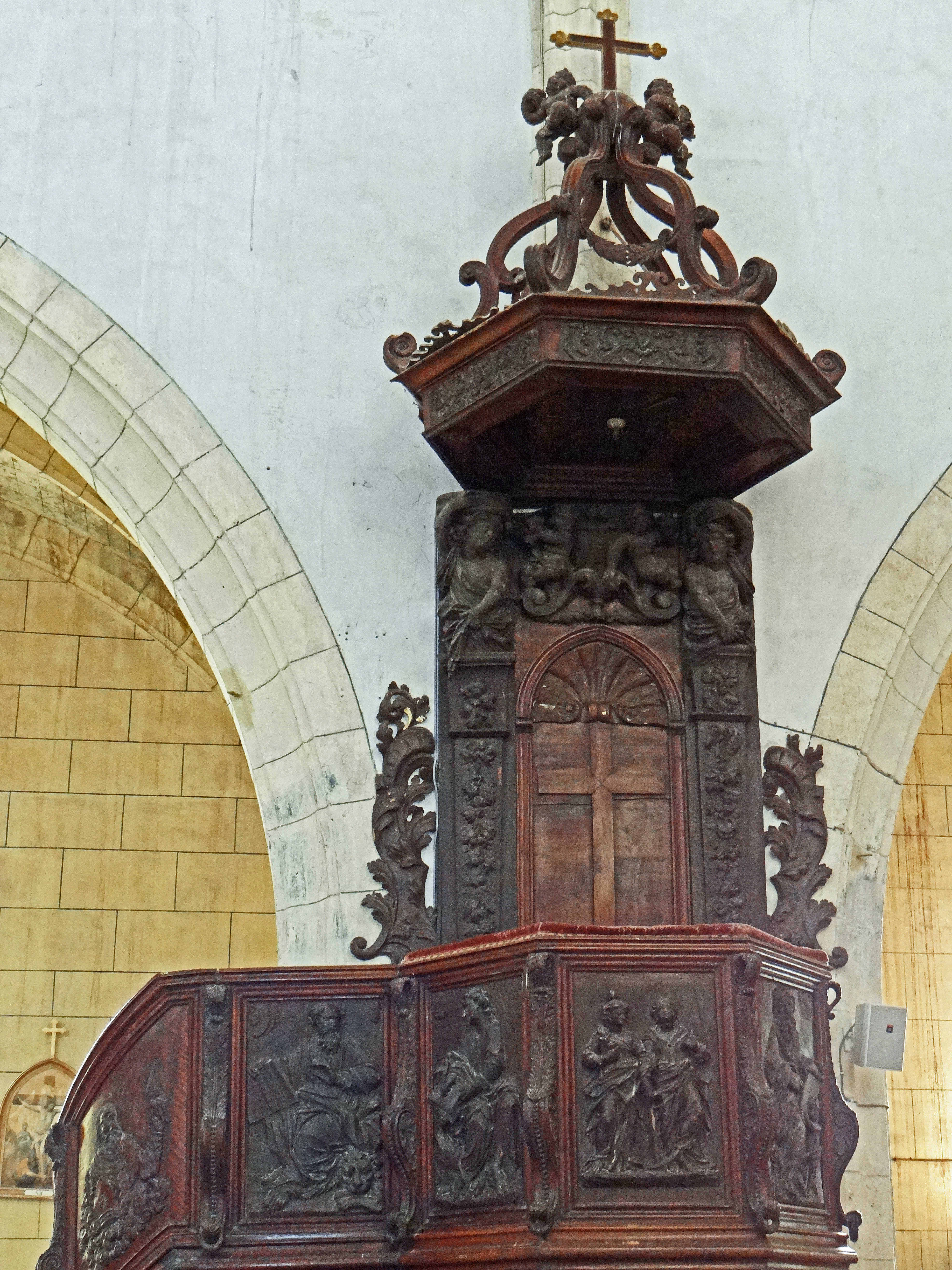
Chaire
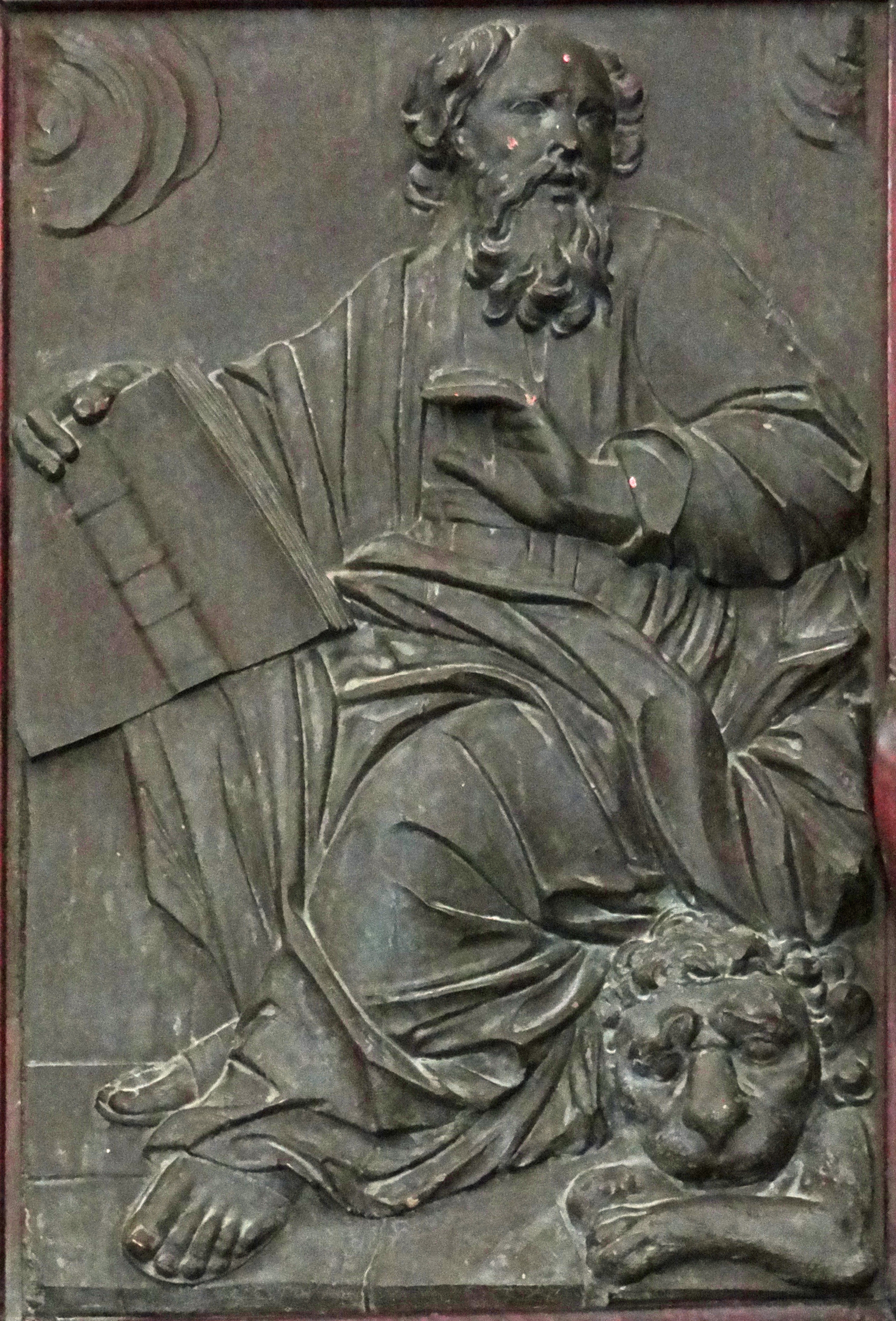
Chaire : l'égangéliste saint Marc

## Verrières

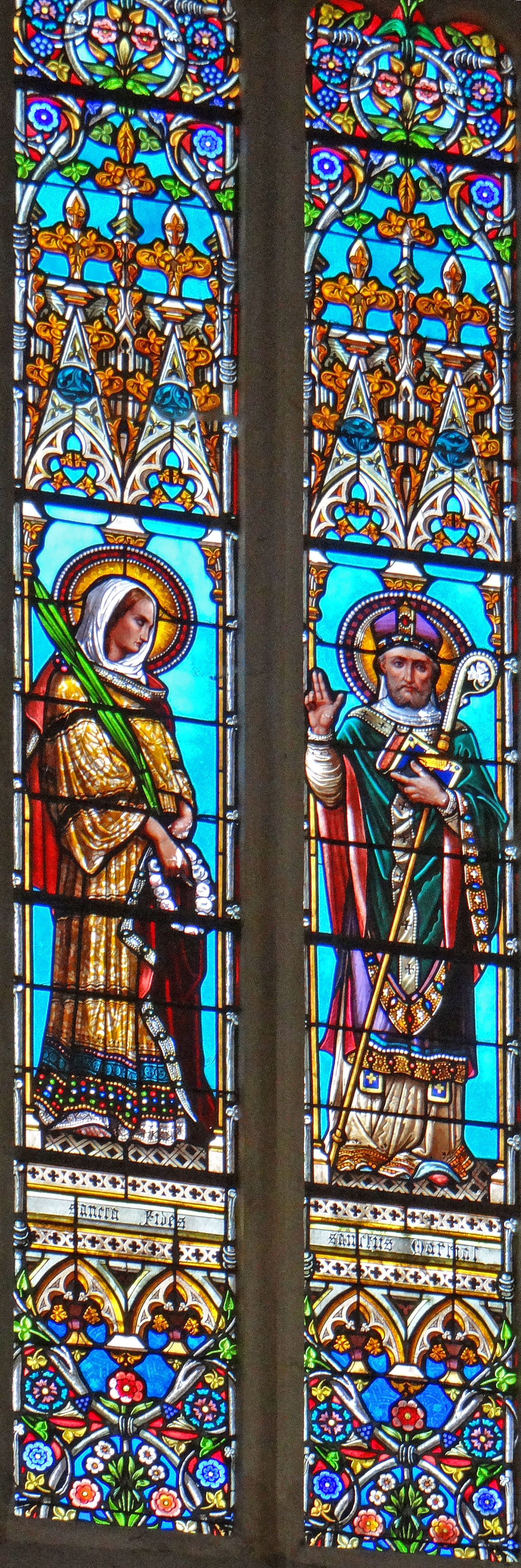
Sainte Foy et saint Martial
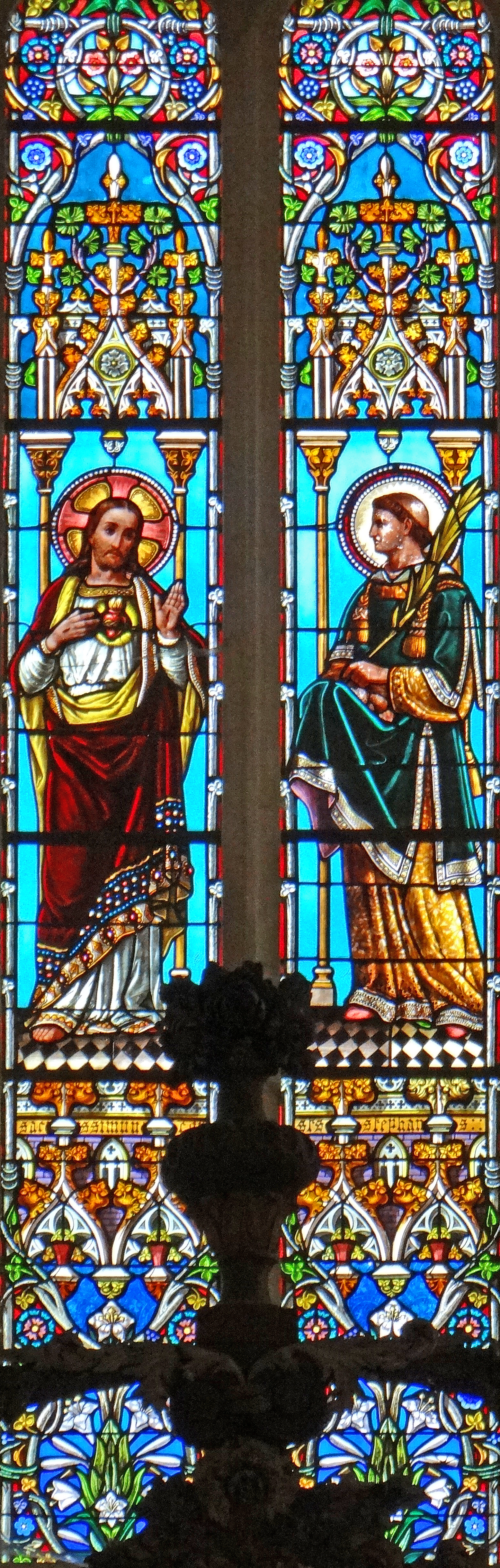
Le Christ et saint Étienne
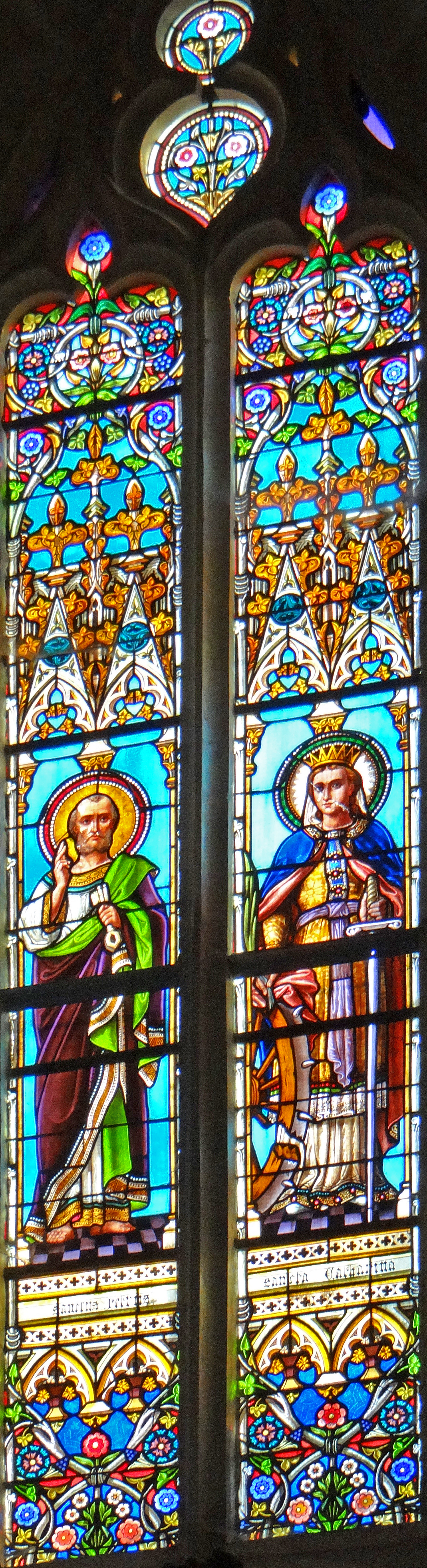
Saint Pierre et sainte Catherine
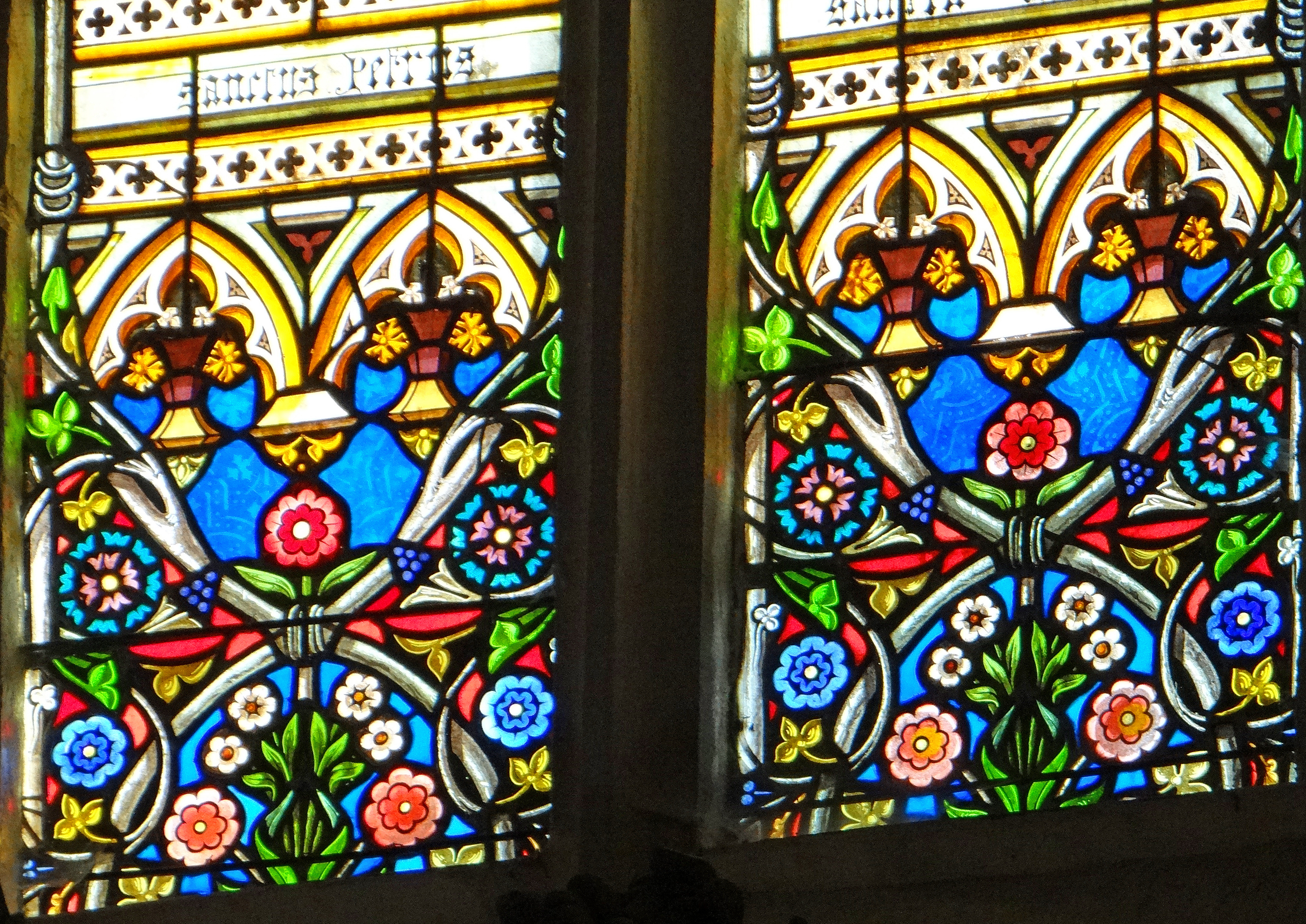
Décor floral